# ماهی‌خورک‌های درختی
ماهی‌خورک‌های درختی یا ماهی‌خورک‌های آرامش (نام علمی: Halcyon) نام یک سرده از زیرخانواده ماهی‌خورک درختی است.

## گونه‌ها
- Ruddy kingfisher, Halcyon coromanda
- Chocolate-backed kingfisher, Halcyon badia
- ماهی خورک گردن سفید،  Halcyon smyrnensis
- Grey-headed kingfisher, Halcyon leucocephala
- Black-capped kingfisher, Halcyon pileata
- ماهی‌خورک جاوه‌ای،  Halcyon cyanoventris
- ماهی‌خورک درختزار،  Halcyon senegalensis
- Mangrove kingfisher, Halcyon senegaloides
- Blue-breasted kingfisher, Halcyon malimbica
- Brown-hooded kingfisher, Halcyon albiventris
- Striped kingfisher, Halcyon chelicuti
- ماهی‌خورک مقدس،  Halcyon sancta